# Кулаковський Олег Анатолійович
Олег Анатолійович Кулаковський (1982, Кратова Говтва, Диканський район, Полтавська область — 24 лютого 2022, Суми, Сумська область) — український військовий, сержант Збройних сил України, військовослужбовець військової частини А-1493. Командир відділення підвозу та перевезення мінометної батареї окремої десантно-штурмової бригади. 

## Біографія
Народився в селі Кратова Говтва Диканського району, Полтавської області. Мешкав у місті Полтава (район Вакуленці). З 2020 року брав участь в Операції об'єднаних сил на Донбасі.
Бути або десантником, або ніким. Жити тут і зараз й не турбуватися про минуле. Допомагати людям, бути вірним присязі, служити Україні. Так жив полтавець Олег Кулаковський. У 2020 році він наважився здійснити дитячу мрію й пішов з бізнесу в десантно-штурмові війська. 9 місяців у зоні проведення ООС, оборона України у Новолуганському й повернення додому. Нічого не віщувало біди, якби не повномасштабна війна.
Олег Кулаковський – командир відділення підвозу та перевезення мінометної батареї окремої десантно-штурмової бригади. 24 лютого його колону розстріляли у Сумах, коли вони їхали з навчань. Він одним з перших прийняв бій, але так і не дізнався, що знову стане батьком. Його син Олексій народиться 14 жовтня на День захисника України. 
Олег Кулаковський народився у колишньому Диканському районі, а з 16 років жив у Полтаві. У 18 років його призвали на строкову службу, а потім було ще 3 роки контракту. Пізніше спробував себе у підприємництві, займався перевезеннями по Україні та іншим країнам Європи.
Попрацювавши у бізнесі, у 2020 році сказав, що з дитинства хотів стати десантником й настав час піти за  мрією. На строкову службу Кулаковського забрали в інші війська автомеханіком, але тепер він вже точно стане десантником. Після цього поїхав у військову частину, домовився про прийом на службу, пройшов комісію. Або у десантники, або нікуди. Стати до лав ДШВ таки вийшло.
Коли Олег Кулаковський вперше прийшов до військової частини, командир запитав його: «Ти впевнений, що тобі це треба?». Новобранець відповів, що уже зробив вибір.
«Десантники – це військові, які постійно або на нулі, або на навчаннях. Їх вдома дуже мало. На службі його помітили, бо він усе вмів робити руками. На нього можна було покластися. Отже, він став водієм командира, вони спрацювалися, одне одному довіряли».
Олег Кулаковський був людиною з високими моральними цінностями й гідністю. Завжди хотів усім допомогти, відчував відповідальність перед іншими. Якщо бабусі, яка живе у будинку поряд потрібно скосити траву, то він йшов й пропонував свою допомогу. Якщо на сусідній вулиці будують дитячий майданчик, Олег брав інструмент і йшов до них, або замовляв спорядження.
«Він казав, що треба зробити або найкраще, або ніяк. Так-сяк він не любив і якщо щось робив, то вже не можна прискіпуватися. Йому треба все ідеально. З усім цим про себе мало думав й поспішав жити, хотів все встигнути. А ще дуже любив спорт й починав ранок з пробіжки».
Сьогодні на честь Олега Кулаковського  перейменовано пров. Уютний в м.Полтава. Це місце, де він проживав разом з дружиною і сином.
Нагороджений орденом «За мужність» III ступеня (посмертно). Похований у Полтаві на Затуринському кладовищі на алеї Слави. У нього залишилися дружина, чотири сини, батьки та сестри.

## Нагороди
- орден «За мужність» III ступеня (2022, посмертно) — за особисту мужність і самовіддані дії, виявлені у захисті державного суверенітету та територіальної цілісності України, вірність військовій присязі.